# Fontanars dels Alforins (kommunhuvudort)
Fontanars dels Alforins är en kommunhuvudort i Spanien.   Den ligger i provinsen Província de València och regionen Valencia, i den östra delen av landet, 300 km sydost om huvudstaden Madrid. Fontanars dels Alforins ligger 634 meter över havet och antalet invånare är 996.
Terrängen runt Fontanars dels Alforins är kuperad österut, men västerut är den platt. Runt Fontanars dels Alforins är det ganska tätbefolkat, med 90 invånare per kvadratkilometer. Närmaste större samhälle är Ontinyent, 15,9 km öster om Fontanars dels Alforins. Omgivningarna runt Fontanars dels Alforins är i huvudsak ett öppet busklandskap.